# Contea di Baker (Georgia)
La contea di Baker (in inglese Baker County ) è una contea dello Stato della Georgia, negli Stati Uniti. La popolazione al censimento del 2000 era di 4 074 abitanti. Il capoluogo di contea è Newton.